# Дучаловићи
Дучаловићи су насеље у Србији у општини Лучани у Моравичком округу. Према попису из 2022. било је 285 становника.
У атару села налазе се Манастир Сретење и Манастир Свете Тројце.

## Демографија
У насељу Дучаловићи живи 395 пунолетних становника, а просечна старост становништва износи 50,0 година (47,6 код мушкараца и 52,0 код жена). У насељу има 179 домаћинстава, а просечан број чланова по домаћинству је 2,33.
Ово насеље је углавном насељено Србима (према попису из 2002. године), а у последња три пописа, примећен је пад у броју становника.
|  |

| Демографија | Демографија | Демографија |
| Година      | Становника  | Становника  |
| ----------- | ----------- | ----------- |
| 1948.       | 1.129       |             |
| 1953.       | 1.097       |             |
| 1961.       | 1.035       |             |
| 1971.       | 829         |             |
| 1981.       | 717         |             |
| 1991.       | 548         | 544         |
| 2002.       | 440         | 446         |
| 2011.       | 360         |             |

| Етнички састав према попису из 2002.‍ | Етнички састав према попису из 2002.‍ | Етнички састав према попису из 2002.‍ | Етнички састав према попису из 2002.‍ | Етнички састав према попису из 2002.‍ |
| ------------------------------------ | ------------------------------------ | ------------------------------------ | ------------------------------------ | ------------------------------------ |
|                                      |                                      |                                      |                                      |                                      |
| Срби                                 | Срби                                 |                                      | 394                                  | 89,54%                               |
| Југословени                          | Југословени                          |                                      | 45                                   | 10,22%                               |
| Македонци                            | Македонци                            |                                      | 1                                    | 0,22%                                |
| непознато                            | непознато                            |                                      | 0                                    | 0,0%                                 |

| Година пописа     | 1948. | 1953. | 1961. | 1971. | 1981. | 1991. | 2002. |
| ----------------- | ----- | ----- | ----- | ----- | ----- | ----- | ----- |
| Број домаћинстава | 203   | 209   | 242   | 222   | 227   | 194   | 179   |

| Број чланова      | 1  | 2  | 3  | 4  | 5 | 6 | 7 | 8 | 9 | 10 и више | Просек |
| ----------------- | -- | -- | -- | -- | - | - | - | - | - | --------- | ------ |
| Број домаћинстава | 65 | 51 | 29 | 18 | 9 | 3 | 4 | 0 | 0 | 0         | 2,33   |

| Пол    | Укупно | Неожењен/Неудата | Ожењен/Удата | Удовац/Удовица | Разведен/Разведена | Непознато |
| ------ | ------ | ---------------- | ------------ | -------------- | ------------------ | --------- |
| Мушки  | 182    | 52               | 111          | 11             | 8                  | 0         |
| Женски | 219    | 46               | 107          | 63             | 3                  | 0         |
| УКУПНО | 401    | 98               | 218          | 74             | 11                 | 0         |

| Пол    | Укупно                    | Пољопривреда, лов и шумарство | Рибарство                            | Вађење руде и камена | Прерађивачка индустрија       |
| ------ | ------------------------- | ----------------------------- | ------------------------------------ | -------------------- | ----------------------------- |
| Мушки  | 82                        | 14                            | 0                                    | 1                    | 25                            |
| Женски | 43                        | 4                             | 0                                    | 0                    | 12                            |
| УКУПНО | 125                       | 18                            | 0                                    | 1                    | 37                            |
| Пол    | Производња и снабдевање   | Грађевинарство                | Трговина                             | Хотели и ресторани   | Саобраћај, складиштење и везе |
| Мушки  | 4                         | 5                             | 2                                    | 0                    | 6                             |
| Женски | 0                         | 1                             | 2                                    | 0                    | 2                             |
| УКУПНО | 4                         | 6                             | 4                                    | 0                    | 8                             |
| Пол    | Финансијско посредовање   | Некретнине                    | Државна управа и одбрана             | Образовање           | Здравствени и социјални рад   |
| Мушки  | 0                         | 2                             | 3                                    | 1                    | 0                             |
| Женски | 0                         | 2                             | 0                                    | 1                    | 1                             |
| УКУПНО | 0                         | 4                             | 3                                    | 2                    | 1                             |
| Пол    | Остале услужне активности | Приватна домаћинства          | Екстериторијалне организације и тела | Непознато            | Непознато                     |
| Мушки  | 8                         | 0                             | 0                                    | 11                   | 11                            |
| Женски | 17                        | 0                             | 0                                    | 1                    | 1                             |
| УКУПНО | 25                        | 0                             | 0                                    | 12                   | 12                            |